# Kernefysisk bindingsenergi
En generel og enkel beskrivelse af kernefysisk bindingsenergi er energien der kræves for, at et atoms kerne kan brækkes ad, splittes eller nedbrydes i atomkernens bestanddele (nukleoner), f.eks. neutroner og protoner.
Hvis den kernefysiske bindingsenergi for produkterne er højere, når lette atomkerner kernefusionerer – eller når tunge kerner splittes (fissioneres), vil der i begge tilfælde konverteres "ekstra" kernefysiske bindingsenergi til anden energi – f.eks. varme, eller elektricitet.
I atomkernerne er nukleonerne bundet sammen af den stærke kernekraft, som virker mellem kvarker. For at overvinde disse kræfter skal der bruges energi til at splitte kernen ad. Bindingsenergien af en kerne er per definition lig den energi som skal til for at splitte kernen ad i sine bestanddele, svarende til den energi som frisættes når man sammenføjer nukleonerne til den pågældende kerne. Energiudviklingen skyldes at kernen vejer mindre end summen af sine bestanddele. Massedefekten ({\displaystyle m_{\mathrm {defekt} }}) for kernen {\displaystyle {}_{Z}\mathrm {X} _{N}} er givet ved
{\displaystyle m_{\mathrm {defekt} }=Z\cdot m_{\mathrm {proton} }+N\cdot m_{\mathrm {neutron} }-m_{\mathrm {kerne} }},
og som følge af Einsteins masse-energi-ækvivalensprincip kan man beregne bindingsenergien ({\displaystyle E_{\mathrm {bind} }}) ved brug af formlen
{\displaystyle E_{\mathrm {bind} }=m_{\mathrm {defekt} }\cdot c^{2}}
I kernen virker både tiltrækkende og frastødende kræfter. Den kortrækkende stærke kernekraft binder nukleonerne sammen, neutroner såvel som protoner, men modvirkes af den langtrækkende elektriske frastødning mellem protonerne. Kernens stabilitet afgøres af bindingsenergien per nukleon. Det viser sig at de tiltrækkende og frastødende kræfter spiller sammen på en sådan måde at bindingsenergien per nukleon vokser fra nul ved hydrogen, som er den mindste atomkerne, op imod et maksimum ved nikkel og jern, som er de hårdest bundne kerner, for derefter at aftage ned mod bly, som er den tungeste kerne der endnu er stabil. Bevæger man sig videre fremad i det periodiske system møder man lutter radioaktive nuklider, og passerer man uran, bliver kernerne så ustabile at de ikke findes frit i naturen i nævneværdigt omfang. Dette mønster er i øvrigt årsagen til den udbredte forekomst af jern og nikkel i de terrestriske planeter. Isotoper af jern og nikkel er nemlig hyppige produkter i de kerneprocesser som forløber i en supernova.
Ved kerneprocesser hvor svagt bundne kerner omdannes til stærkere bundne kerner, frigives energi i form af varme og gammastråling. Det kan ske ved at en stor kerne med lille bindingsenergi per nukleon spaltes i mindre kerner med større bindingsenergi per nukleon, se fission, eller ved at små kerner med lille bindingsenergi per nukleon sammensmeltes til en større kerne med større bindingsenergi per nukleon, se kernefusion. En lille masse kan konverteres til en stor energi. Herpå bygger kernekraft.